# Triaenodes fossilis
Triaenodes fossilis is een fossiele soort schietmot uit de familie Leptoceridae.